# Konda
Konda – rzeka w azjatyckiej części Rosji, lewy dopływ Irtyszu.
Ma źródła w Uwałach Wasiugańskich. Długość rzeki wynosi 1097 km. W dorzeczu wydobycie ropy naftowej.